# Le Sueur megye
Le Sueur megye az Amerikai Egyesült Államokban, azon belül Minnesota államban található. Megyeszékhelye Le Center, legnagyobb városa Le Sueur. Lakosainak száma 28 674 fő (2020. április 1.). Le Sueur megye Scott, Rice, Waseca, Blue Earth, Nicollet és Sibley megyékkel határos.

## Népesség
A megye népességének változása:
| Lakosok száma | 27 702 | 27 815 | 27 732 | 27 810 | 27 663 | 28 674 |
|               | 2010   | 2011   | 2012   | 2013   | 2015   | 2020   |